# Nowy Dwór (Doboszowice)
Nowy Dwór (Goleszów, niem. Neuhof) – nazwa niestandaryzowana, kolonia wsi Doboszowice w województwie dolnośląskim, powiecie ząbkowickim, w gminie Kamieniec Ząbkowicki.

## Opis
Goleszów to dawny folwark usytuowany na wzniesieniu nazywanym jeszcze w 1861 r. Galgenberg z powodu szubienicy, jaka znajdowała się tam w nieznanym przedziale czasu. Znajduje się 800 m od wsi Doboszowice. Nazwa Goleszów została nadana przysiółkowi w 1950 r. Obecnie używana jest nazwa Nowy Dwór.